# دره‌کنار
دره کنار، روستایی است از توابع بخش لاریجان شهرستان آمل در دهستان نمارستاق.

## جمعیت
این روستا در دهستان نمارستاق قرار داشته و براساس آخرین سرشماری مرکز آمار ایران که در سال ۱۳۸۵ صورت گرفته، جمعیت آن ۲۱ نفر (۸خانوار) بوده‌است.